# Hudiksvalls Tidning
Hudiksvalls Tidning (HT) är en dagstidning av typen lokaltidning i Hudiksvall, Hälsingland, grundad 1909. Politisk tendens för tidningen centerpartistisk. Den ges ut av Hälsingetidningar, som också ger ut tidningarna Ljusnan, Ljusdals-Posten och Söderhamns-Kuriren. Tidningarna har en gemensam webbsida som heter helahalsingland.se. Utgivningsområdet för tidningen är främst Hudiksvalls och Nordanstigs kommuner.
Tidningen började med tre provnummer i december 1909. Tidningen startade med den fullständiga titeln  Hudiksvalls-Tidningen / Nyhets och annonsblad för Hudiksvall och norra Hälsingland 1909 och den ändrades 1945 till  Hudiksvalls-Tidningen / Daglig morgontidning för Hudiksvall samt norra och västra Hälsingland. Då tidningen 1986 bytte namn till Hudiksvalls Tidning så registrerades den som en ny tidning i Libris och Kungliga Bibliotekets Nya Lundstedt. I denna artikel behandlas den dock som en och samma tidning.

## Historik
Tidningen grundades 1909 av Bror och Ferdinand Ekholm och deras halvbror John Svanberg. Det första numret kom ut den 11 december 1909 som Hudiksvalls-Tidningen / Nyhets- och annonsblad för Hudiksvall och Norra Hälsingland.
Tidningens utgivningsfrekvens var 1909 till 2 december 1910 en dag i veckan, lördagar. Från 1910 blev den tvådagars med onsdag och lördag som publiceringsdagar. 1914 blev den tredagarstidning tisdag, torsdag och lördag. Den 14 december 1943 blev tidningen sexdagarstidning men i början av 1944 började man med en varannandagsupplaga för att ge ett billigare alternativ att prenumerera på. De två editionerna 1944 till 1952 var en daglig upplaga med utgivning sex dagar i veckan och en varannandagsupplaga som kom ut tisdag, torsdag och lördag. 
Den 26 november 1927 startades Västra Hälsinglands Tidning som gavs ut i Ljusdal.  Under 1944 till 30 september 1952 var editionen en utgåva av varannandagsupplagan, Namnet förkortades till Hälsinglands Tidning 1953. Hälsinglands Tidning lades ner i september 2001.
År 1994 köptes tidningen av Centertidningar. År 1999 slogs Hudiksvalls Tidning ihop med Ljusdals-Posten och Hälsinge-Kuriren för att bilda Hälsingetidningar. Sedan ägdes tidningen av Mittmedia fram till dess att Bonnier News Local tog över.

## Redaktion
Redaktionen för tidningen har hela tiden varit i Hudiksvall. Den politisk tendensen hos tidningen var frisinnad, liberal till utgången av 1920, därefter bondeförbundet och sedan centern. 1919 då Hudiksvallstidningens Tryckeri AB tar över utgivningsrätten till tidning handlas många aktier av bönder omkring Hudiksvall. Det resulterar i att tidningen går från frisinnad till bondeförbundet, senare centerpartiet.
| Period                 | Ansvarig utgivare                       | Period                 | Redaktör          |
| 1909-11-23--1918-10-29 | Ekholm, Bror Alfred Emanuel typograften | 1909-12-11--1912-02-14 | ingen uppgift     |
| 1918-10-30--1967-05-29 | Bergman, Nils Stefan hemmansägaren      | 1912-02-17--1918-11-26 | Thelin, A.        |
| 1967-05-30--1979-03-31 | Lundberg, Bertil                        | 1918-11-28--1918-12-14 | ingen uppgift     |
| 1979-04-01--1986-02-14 | Theander, Ola                           | 1918-12-17--1926-08-21 | Waldenström, Erik |
| 1986-02-15--1986-06-30 | Edh, Jan                                | 1926-08-24--1937-09-30 | Nyblom, Georg     |
| 1986-07-01--1986-09-19 | Larsson, Håkan                          | 1937-10-02--1939-07-08 | ingen uppgift     |
|                        |                                         | 1939-07-11--1972-12-30 | Trolin, O.        |
|                        |                                         | 1973-01-02--1979-04-30 | Lundberg, Bertil  |
|                        |                                         | 1979-05-02--1986-02-14 | Theander, Ola     |
|                        |                                         | 1986-02-15--1986-09-19 | Edh, Jan          |
|                        |                                         | 1986-04-12--1986-09-19 | Larsson, Håkan    |
| 1999-2011              | Mats Åmvall                             |                        |                   |
| 2011-2012              | Daniel Bertils                          |                        |                   |
| 2012-2015              | Gunilla Kindstrand                      |                        |                   |
| 2015-2017              | Thomas Sundgren                         |                        |                   |
| 2017-2020              | Anders Ingvarsson                       |                        |                   |
| 2020 -                 | Mattias Guander                         |                        |                   |
|                        |                                         |                        |                   |

## Tryckning
Förlaget var 1909 till 1918 Centraltryckeriet i Hudiksvall. Sedan från början av 1919 till 30 augusti 1921 Tryckeriaktiebolaget Helsingland enligt Pressens Tidning1969 nr 9. Från 1921 till 19 september 1986 Hudiksvallstidningens tryckeriaktiebolag enligt samma källa.
Tidningen trycktes bara i svart till 1952. Tryckeriutrustningen byttes under 1952 till stereotyp rotationspress enligt Pressens tidning 1969:9. Från 1952 till 1968 använde tidningen tryckning med två färger, från 1969 tre färger och från 1974 fyrfärgstryck. 1974 får tidningen ny presshall. Samma år lämnar Hudiksvalls Tidning sättning med blytyper och får offsettryck. Typsnitt har varit antikva hela utgivningen. Sidantalet var till 1929 bara 4 sidor och var 12 till 1960. På sextiotalet ökadesantalet sidor till 12-16. 1920 hade det nått max 20 sidor. Satsytan var stor till 1986, oftast 52-55x 37 cm, större under åren 1925 till 1929.
Priset var 1912 2,25 kronor och ökade till 7 kronor 1921 vid efterkrigsinflationen men stabiliserades och var åter 7 kronor 1940. Från 1945 finnstvå editioner med olika utgivningen. Den dyrare kostar 18 kronor och den billigare 10 kronor. Dessa två editioner kostar 32 respektive 20 kronor 1952. 1967 kostar tidningen för första gången över 110 kronor, 1975 är priset 215 kronor. 1986 når priset 735 kronor.
Upplagan var 1911 cirka 2000 exemplar. och hade till 1931-1932 ökat till över 7000 ex. Upplagan delades i två 1944 och halvveckoversionen var störst med  6000 exemplar mot den dagliga med 3500 men detta jämnades ut och snart var den dagliga upplagan störst. Den sammanlagda upplagan låg dock stabilt under 10 000 till 1958 då den nådde 10 300 exemplar. Den ökade sedan långsamt till över 15 800 ex 1986.
| Period                 | Tryckeri                                 | Ort        |
| 1909-12-11--1918-12-31 | Centraltryckeriet                        | Hudiksvall |
| 1919-01-02--1921-08-30 | Tryckeriaktiebolaget Helsingland         | Hudiksvall |
| 1921-09-01--1986-09-19 | Hudiksvallstidningens tryckeriaktiebolag | Hudiksvall |